# Liandro Martis
Liandro Felipe Martis, abrégé en Liandro Martis, né le 13 novembre 1995 au Curaçao, est un footballeur international curacien, possédant également la nationalité néerlandaise. Il évolue au poste d'attaquant au club de Leicester City.

## Carrière
Liandro Martis honore sa première sélection avec l'équipe de Curaçao le 13 juillet 2012 lors d'un match amical contre Aruba.
Il effectue plusieurs essais durant l'été 2016, notamment à Manchester United, et s'engage finalement avec Leicester City.